# 小行星6183
小行星6183（英語：6183 Viscome）是一颗围绕太阳公转的小行星。1987年9月26日，卡罗琳·舒梅克在帕洛马山发现了此天体。
这颗小行星的绝对星等为116.0060241697686等。